# Урюсево
Урюсево — деревня в Меленковском районе Владимирской области России, входит в состав Ляховского сельского поселения.

## География
Деревня расположена в 9 км на юго-запад от центра поселения села Ляхи и в 16 км на юго-восток от райцентра города Меленки.

## История
Деревня Урюсево упоминается в окладных книгах 1676 года в составе Казневского прихода, в ней было 37 крестьянских дворов и 1 бобыльский. В 1859 году в деревне насчитывалось 55 дворов, в конце XIX века — 81 двор.
В конце XIX — начале XX века деревня входила в состав Ляховской волости Меленковского уезда. 
С 1929 года деревня входила в состав Толстиковского сельсовета Ляховского района. С 1963 года в составе Меленковского района Владимирской области. 

## Население
| 1859 | 1897 |
| ---- | ---- |
| 421  | 557  |

| 1859 | 1897 | 1905 | 1926 | 2002 | 2010 | 2021 |
| ---- | ---- | ---- | ---- | ---- | ---- | ---- |
| 421  | ↗557 | ↗649 | ↗859 | ↘42  | ↘26  | →26  |